# Golubinje drvo
Golubinje drvo (davidija, davidovac, golublje stablo, drvo maramica, kineska davidija, lat. Davidia), monotipski biljni rod iz porodice tupelovki, čiji je jedini predstavnik D. involucrata ili golubinje drvo koje raste jedino u Kini, odakle je uvezena u Europu i Sjevernu Ameriku.  Ime roda dolazi po svećeniku, zoologu i botaničaru Armandu Davidu.
Drvo naraste 20 do 25 metara visine.
- Golubinje drvo - Davidia involucrata